# Мильникови
Ми́льникови (рос. Мыльниковы) — присілок у складі Юр'янського району Кіровської області, Росія. Входить до складу Загарського сільського поселення.
Населення становить 1 особа (2010, 5 у 2002).
Національний склад станом на 2002 рік — росіяни 100 %.